# Juzanvigny
Juzanvigny ist eine französische Gemeinde mit 130 Einwohnern (Stand: 1. Januar 2022) im Département Aube in der Region Grand Est (bis 2015 Champagne-Ardenne). Sie gehört zum Arrondissement Bar-sur-Aube und zum Gemeindeverband Vendeuvre-Soulaines. Die Bewohner werden Vadragons genannt.

## Geografie
Die Gemeinde Juzanvigny liegt etwa 40 Kilometer ostnordöstlich von Troyes am Oberlauf der Brevonne, einem Nebenfluss der Voire in einem sehr wald- und seenreichen Gebiet der südlichen Champagne. Die Umgebung ist für den Weinbau ungeeignet und so findet man erst etwa 20 Kilometer südwestlich nahe Bar-sur-Aube Rebstöcke des Weinbaugebietes Côte de l’Aube. Im Gemeindegebiet von Juzanvigny liegen die Seen Étang de la Renarde und Étang du Grand Verdat (teilweise). Der Lac du Der-Chantecoq als größter Stausee Frankreichs liegt 20 Kilometer nordöstlich von Juzanvigny. Umgeben wird Juzanvigny von den Nachbargemeinden Maizières-lès-Brienne im Norden, Épothémont im Osten, Crespy-le-Neuf im Süden sowie Brienne-le-Château im Westen.

## Bevölkerungsentwicklung
| Jahr      | 1962 | 1968 | 1975 | 1982 | 1990 | 1999 | 2006 | 2018 |
| Einwohner | 205  | 198  | 167  | 151  | 120  | 134  | 128  | 128  |

Im Jahr 1962 wurde mit 205 Bewohnern die bisher höchste Einwohnerzahl ermittelt. Die Zahlen basieren auf den Daten von annuaire-mairie und INSEE.

## Sehenswürdigkeiten
- Fachwerkkirche Saint-Martin
- Lavoir

Kirche Saint-Martin
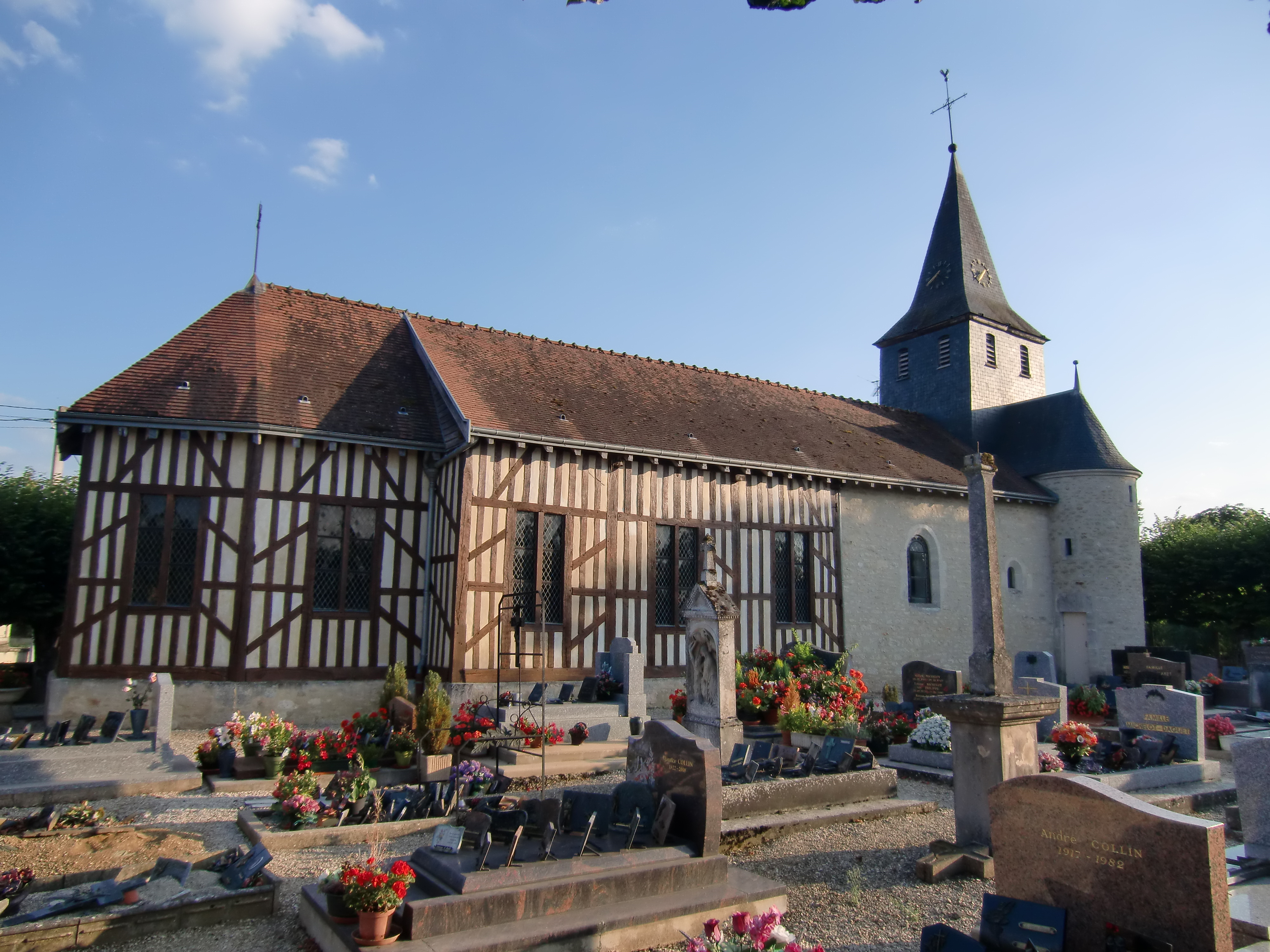
Nordseite der Kirche
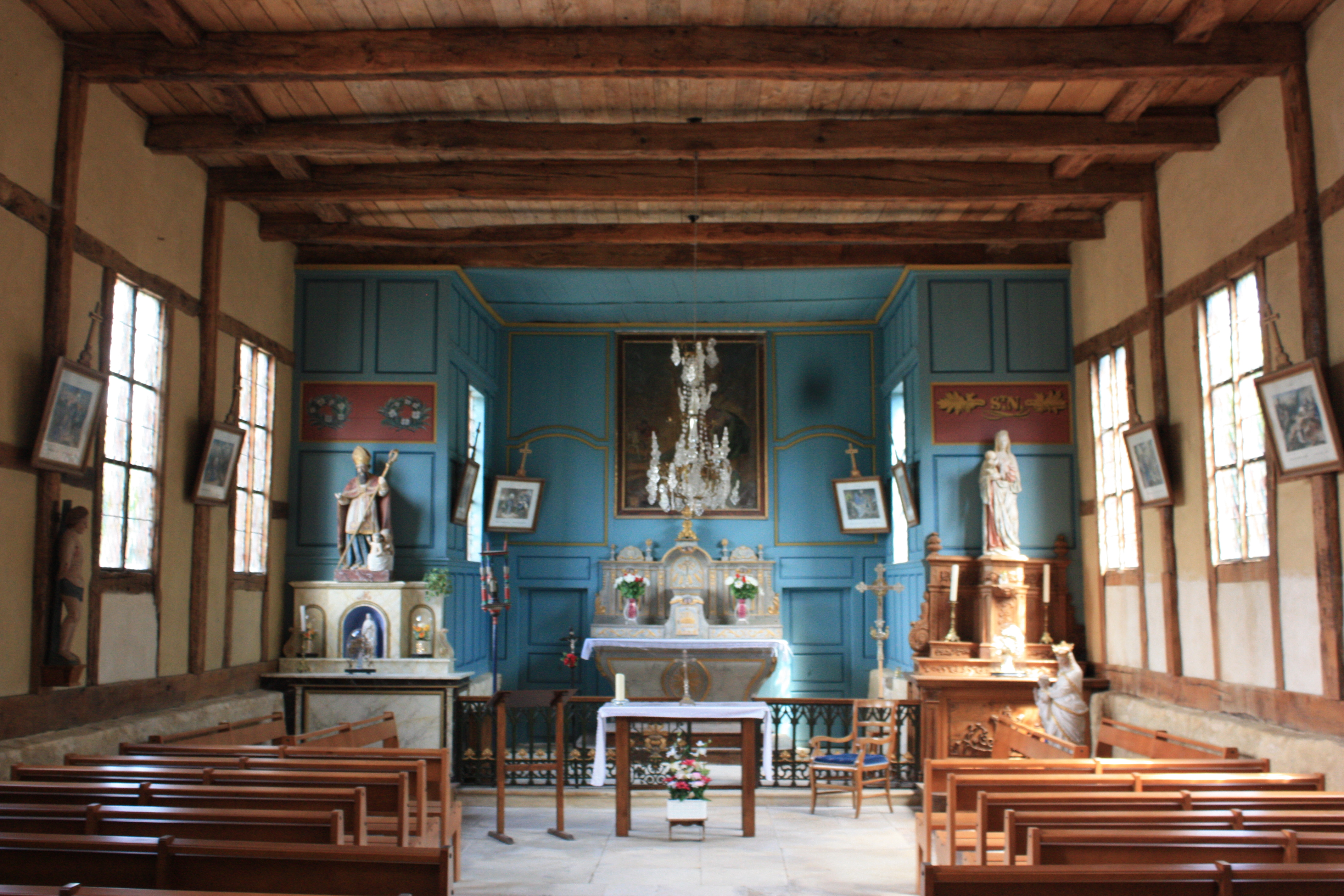
Innenansicht

## Wirtschaft und Infrastruktur
In Juzanvigny finden fünf Landwirtschaftsbetriebe (Viehzucht, Getreideanbau) ihr Auskommen.
Unmittelbar westlich von Juzanvigny befindet sich ein Militärgelände (Camp militaire de Brienne-le-Château) mit der Caserne Bonaparte.
Durch Juzanvigny führt die Fernstraße D400 von Brienne-le-Château über La Porte du Der nach Saint-Dizier.

## Belege
1. ↑  Juzanvigny auf annuaire-mairie.fr
2. ↑  Juzanvigny auf insee.fr
3. ↑  Landwirtschaftsbetriebe auf annuaire-mairie.fr (französisch)